# Monceau-lès-Leups
Monceau-lès-Leups település Franciaországban, Aisne megyében. Lakosainak száma 434 fő (2022. január 1.). Monceau-lès-Leups Courbes, Couvron-et-Aumencourt, Nouvion-et-Catillon, Remies és Versigny községekkel határos.

## Népesség
A település népességének változása:
| Lakosok száma | 444  | 389  | 367  | 442  | 468  | 475  | 473  | 454  | 445  | 434  |
|               | 1968 | 1982 | 1990 | 2006 | 2013 | 2015 | 2017 | 2019 | 2020 | 2022 |